# Моліка-Ліко
Моліка-Ліко (англ. Molika-Liko) — одна з місцевих громад, що розташована в районі Мокотлонг, Лесото. Населення місцевої громади у 2006 році становило 6 239 осіб.